# Abbas Al-Qommi
 (avril 2017).
Le cheikh Abbas Al-Qommi, l'auteur du livre Mafatih-al-Jinan (Les Clés du paradis) était un expert en hadîth. C’est grâce à ce livre qu’il est devenu célèbre et connu comme Muhaddith-e Qummi. Parmi ses autres œuvres nombreuses, Manazil-e Akhira et Safinatul-Bihar sont les plus connues.

## Biographie
Né à Qom en 1875, il y a grandi et a reçu une éducation religieuse au séminaire de la ville. En 1897, à l'âge de 22 ans, il s'est rendu à Nadjaf, où il a étudié avec des spécialistes réputés dont Akhund Khurasani, Sayyid Muhammad Kadhim Tabatabai, Mirza Hussain Noori et Cheikh Taqi Shirazi. À la demande du cheikh Abdul Karim Hairi, il est finalement revenu à Qom pour aider à gérer les affaires de son séminaire revitalisé. Il meurt en 1940 à Nadjaf et la cérémonie funéraire a été menée par l'ayatollah Sayyid Abul Hassan Isfehani. Il a été enterré dans la cour de l'imam Ali.

## Ouvrages
1. Safinatul Behar wa Madinatul Hekam wal Aasar
2. Al-Kuna wal Alqaab
3. Al-Fawaid Al-Razawiyyah fi Taraajame Olamaa Al-Jafariyah
4. Mafatih al-Janan (grâce à sa gloire celui-ci est remarquable dans le monde chiite)
5. Madinatul Ahbaab fil Maroofeen bil Kuna wal Alqab
6. Muntahal Aamaal fi tarikh al-Nabi wal Aal (ce livre est traduit en ourdou intitulé Ahsanul Maqal)
7. Tatammotul Muntaha fi Waqaae Ayyam al-Khulafa
8. Al-Anwarul Bahiyyah fi Tawaareekh al-Hojajil Ilahiyyah
9. Baytul Ahzan fi Masaeb Sayyidatin Niswan
10. Al-Ghayatul Quswa fi Tarjomate Urwatul Wusqa
11. Kohlul Basar fi Seerate Sayyadil Bashar
12. Manaazelul Aakherah
13. Nafasul Mahmoom
14. Hadiyatuz Zaeereen